# Аньшаньский трамвай
Аньшаньский трамвай — трамвайная система, действовавшая в китайском городе Аньшань с 1956 года до конца девяностых или начала двухтысячных годов (точная дата закрытия неизвестна). Имеются планы создания в городе системы современного легкорельсового транспорта (скоростного трамвая или лёгкого метрополитена).

## История
Трамвайная линия была построена в Аньшане в 1956 году. Основной функцией линии была доставка рабочих на крупный сталелитейный завод.
Трамвайная система в Аньшане была закрыта в конце девяностых или начале двухтысячных годов.

## Описание системы
Система аньшаньского трамвая состояла из одной линии длиной 13 км, соединявшей центр города со сталелитейным заводом. Примерно посередине линии находилось депо. Линия имела характер скоростной, большей частью она проходила по выделенной трассе. Один конечный пункт линии находился в районе Changdianbu, другой — в районе Taipincun.

## Подвижной состав
При открытии трамвайная система имела 44 четырёхосных трамвая типа «Далянь». Через четыре года собственными силами в Аньшане было построено ещё три трамвая. Они были практически полностью идентичны «Даляням», но были немного длиннее.
В шестидесятых и семидесятых годах в связи с ростом перевозок в Аньшань были переданы бывшие в употреблении трамваи из других китайских городов: двадцать довоенных четырёхосных трамваев из Даляня и четырнадцать послевоенных четырёхосных трамваев из Шэньяна.
В 1987 году Аньшань получил одиннадцать новых четырёхосных трамваев, построенных в Даляне.
До 1985 года трамваи в Аньшане красились в зелёный цвет, после этого стал использоваться оранжевый цвет.

## Организация работы
По состоянию на конец восьмидесятых годов интервал движения трамваев составлял пять минут, а в часы пик интервал мог быть меньше минуты.
В Аньшане использовалась необычная система тарификации: линия была поделена на две секции, проезд по каждой из них пассажиры должны были оплачивать отдельно. Посередине линии, у железнодорожного вокзала, все пассажиры должны были выходить из трамвая и оплачивать проезд по второй секции, вновь садясь в трамвай. Цена проезда по одной секции составляла 5 фэней (пять сотых частей юаня).